# Olivia Thornbury
Olivia Thornbury (1998) es una deportista neozelandesa que compite en triatlón. Ganó una medalla de oro en el Campeonato de Oceanía de Triatlón de 2023, en la prueba de relevo mixto.

## Palmarés internacional
| Campeonato de Oceanía | Campeonato de Oceanía | Campeonato de Oceanía | Campeonato de Oceanía |
| Año                   | Lugar                 | Medalla               | Prueba                |
| --------------------- | --------------------- | --------------------- | --------------------- |
| 2023                  | Taupo (Nueva Zelanda) | Medalla de oro        | Relevo mixto          |